# Gerardo Rivas
Gerardo Rivas Acosta (Asunción, 24 de septiembre de 1903-Ciudad de Santa Fe, 10 de enero de 1964) fue un futbolista paraguayo que se desempeñaba en la posición de delantero y su primer equipo fue el Club Libertad de Paraguay. Es el noveno máximo goleador histórico de la selección de fútbol de Paraguay con 12 goles en total.

## Trayectoria

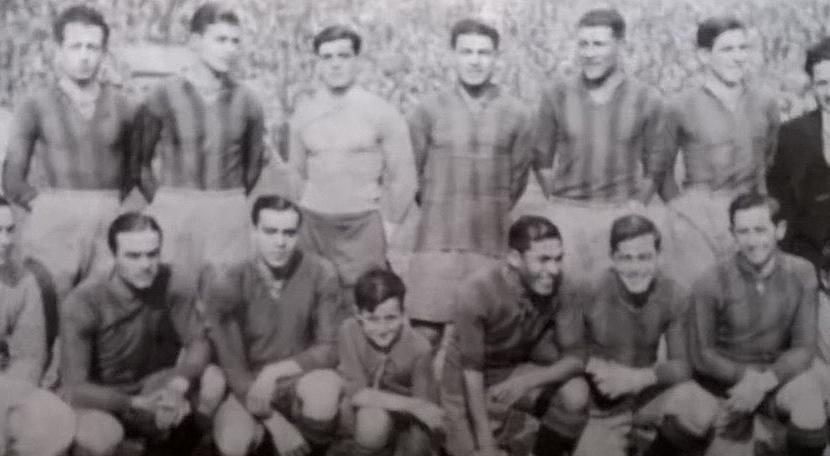
Rosario Central en 1930 (parados: Arturo Podestá, Francisco de Cicco, Luis Bray, Juan González, Teófilo Juárez, Ernesto Cordones. Abajo: Pascual Salvia, Luis Indaco, Ramón Luna, Gerardo Rivas y Juan Francia).

Comenzó su carrera en el Club Libertad de Paraguay, y en 1929 llegó al fútbol argentino para jugar en Atlético de Rafaela. Rápidamente pasó a Rosario Central, club en el que se retiró en 1932. Al llegar diputó 12 partidos correspondientes a la segunda rueda de la Copa Vila y marcó 7 goles. En el canalla compartió delantera con jugadores de nivel, como el goleador Luis Indaco y los hermanos santiagueños Ramón y Nazareno Luna. Se mantuvo  en el primer equipo hasta 1932, jugando de esta forma en los dos primeros años del profesionalimo en Argentina. Su participación en Rosario Central se significa en números con 46 partidos jugados y 19 goles convertidos. En 1930 obtuvo la Copa Vila. Posteriormente fue entrenador del equipo canalla en varias etapas.

### Como entrenador

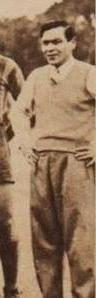
Aquí en su faceta de entrenador.

Una vez retirado, Rivas se afincó en Rosario, trabajando por décadas en las divisiones formativas de Rosario Central. Muchos de los jugadores surgidos bajo su trabajo lo destacaron como un sabio del fútbol, que priorizaba el buen trato del balón. Se hizo cargo en forma interina del equipo de primera división en cuatro ocasiones, siendo la última la más prolongada, dirigiendo 19 encuentros entre 1947 y 1948. Dirigió tres clásicos, obteniendo dos empates 1-1 (el primero en su debut en 1939) y una victoria 3-2 por la Copa Escobar de 1948. En total dirigió 29 encuentros, con 13 victorias, 5 empates y 11 derrotas.

## Selección nacional

### Absoluta
Ha sido internacional con la selección de fútbol de Paraguay, disputando un total de 32 encuentros y registrando 12 anotaciones. A los 16 años integró la selección paraguaya de fútbol convirtiéndose, no solamente en el jugador más joven del plantel, sino en el más joven de toda la historia del combinado paraguayo. En el Campeonato Sudamericano 1921, celebrado en Buenos Aires, Argentina, se registró un incidente en el que un gendarme le impidió el acceso al vestuario por su apariencia juvenil. Durante el partido contra Uruguay, Rivas marcó un gol que provocó una invasión de campo y su posterior traslado en andas por parte del público. Participó en las ediciones de la Copa América de 1921, 1922, 1923, 1924 y 1925.

#### Participaciones en la Copa América
| Torneo                       | Sede      | Resultado    | Partidos | Goles |
| ---------------------------- | --------- | ------------ | -------- | ----- |
| Campeonato Sudamericano 1921 | Argentina | Cuarto lugar | 3        | 1     |
| Campeonato Sudamericano 1922 | Brasil    | Subcampeón   | 5        | 1     |
| Campeonato Sudamericano 1923 | Uruguay   | Tercer lugar | 3        | 1     |
| Campeonato Sudamericano 1924 | Uruguay   | Tercer lugar | 3        | 2     |
| Campeonato Sudamericano 1925 | Argentina | Tercer lugar | 4        | 2     |

#### Participaciones en otras competencias
| Torneo                            | Resultado  | Partidos | Goles |
| --------------------------------- | ---------- | -------- | ----- |
| Amistosos                         | N/C        | 6        | 3     |
| Copa Rodrígues Alves 1922         | Subcampeón | 1        | 1     |
| Copa Rodrígues Alves 1923         | Subcampeón | 1        | 0     |
| Copa Rosa Chevallier Boutell 1924 | Subcampeón | 1        | 1     |
| Copa Rosa Chevallier Boutell 1925 | Campeón    | 2        | 0     |
| Copa Rosa Chevallier Boutell 1926 | Subcampeón | 2        | 0     |

## Clubes
| Club                | País      | Año       |
| ------------------- | --------- | --------- |
| Libertad            | Paraguay  | 1920-1928 |
| Atlético de Rafaela | Argentina | 1929      |
| Rosario Central     | Argentina | 1929-1932 |

## Palmarés

### Como jugador

#### Títulos nacionales
| Título           | Club     | País     | Año  |
| ---------------- | -------- | -------- | ---- |
| Primera División | Libertad | Paraguay | 1920 |

#### Títulos regionales
| Título                  | Club            | Región  | Año  |
| ----------------------- | --------------- | ------- | ---- |
| Liga Rosarina de Fútbol | Rosario Central | Rosario | 1930 |

#### Títulos internacionales
| Título                       | Club (*)              | Sede                  | Año  |
| ---------------------------- | --------------------- | --------------------- | ---- |
| Copa Rosa Chevallier Boutell | Selección de Paraguay | Asunción Buenos Aires | 1925 |

(*) Incluyendo la selección.